# Bois-le-Duc
Pour les articles homonymes, voir Bosch, Bois (communes), Leduc et Bolduc.
Bois-le-Duc  (en néerlandais : 's-Hertogenbosch /ˌsɛrtoːɣə(n)ˈbɔs/ ou officieusement Den Bosch /dɛmˈbɔs/ « Le Bois », en allemand : Herzogenbusch, en espagnol : Bolduque, en italien Boscoducale, en latin : Silva Ducis ou Buscum Ducis) est une commune et ville néerlandaise, chef-lieu de la province du Brabant-Septentrional. Comptant 161 530 habitants en 2024, elle est la quatrième commune en nombre d'habitants au niveau provincial après Eindhoven, Tilbourg et Bréda, couvrant une superficie de 117,81 km2 dont 7,82 km2 d'eau.

## Histoire

### Origines
Bois-le-Duc est l'une des quatre villes principales du duché de Brabant, les autres étant Bruxelles, Louvain et Anvers. Elle est fondée en 1185 par le duc Henri Ier de Brabant, au confluent de l’Aa et du Dommel, qui à partir de là forment ensemble la Dieze. La cathédrale Saint-Jean y est érigée en style gothique flamboyant. Elle est le lieu de pèlerinage marial le plus grand des Pays-Bas. L'image miraculeuse de la Sainte Vierge s'appelle la Douce Mère (de Zoete Moeder).

### Moyen Âge
Les bois et forêts de chêne de la contrée forestière environnante, outre la glandée automnale et leurs exploitations hivernales par coupes, fournissent des tans, utilisé pour le tannage des peaux. L'industrie des cuirs, encore renommées au XXe siècle en est la lointaine héritière des corporations de tanneurs.

### Temps modernes

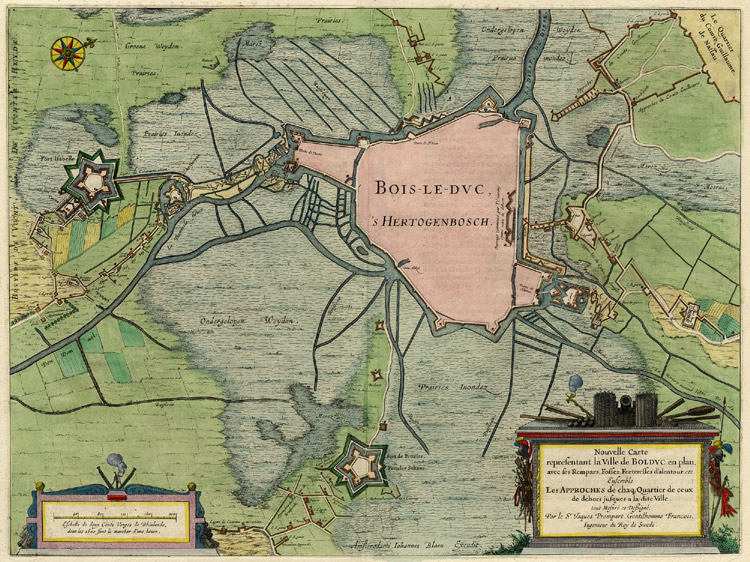
Carte de la ville de Bois-le-Duc et ses environs par Willem et Johannes Blaeu, en 1649.

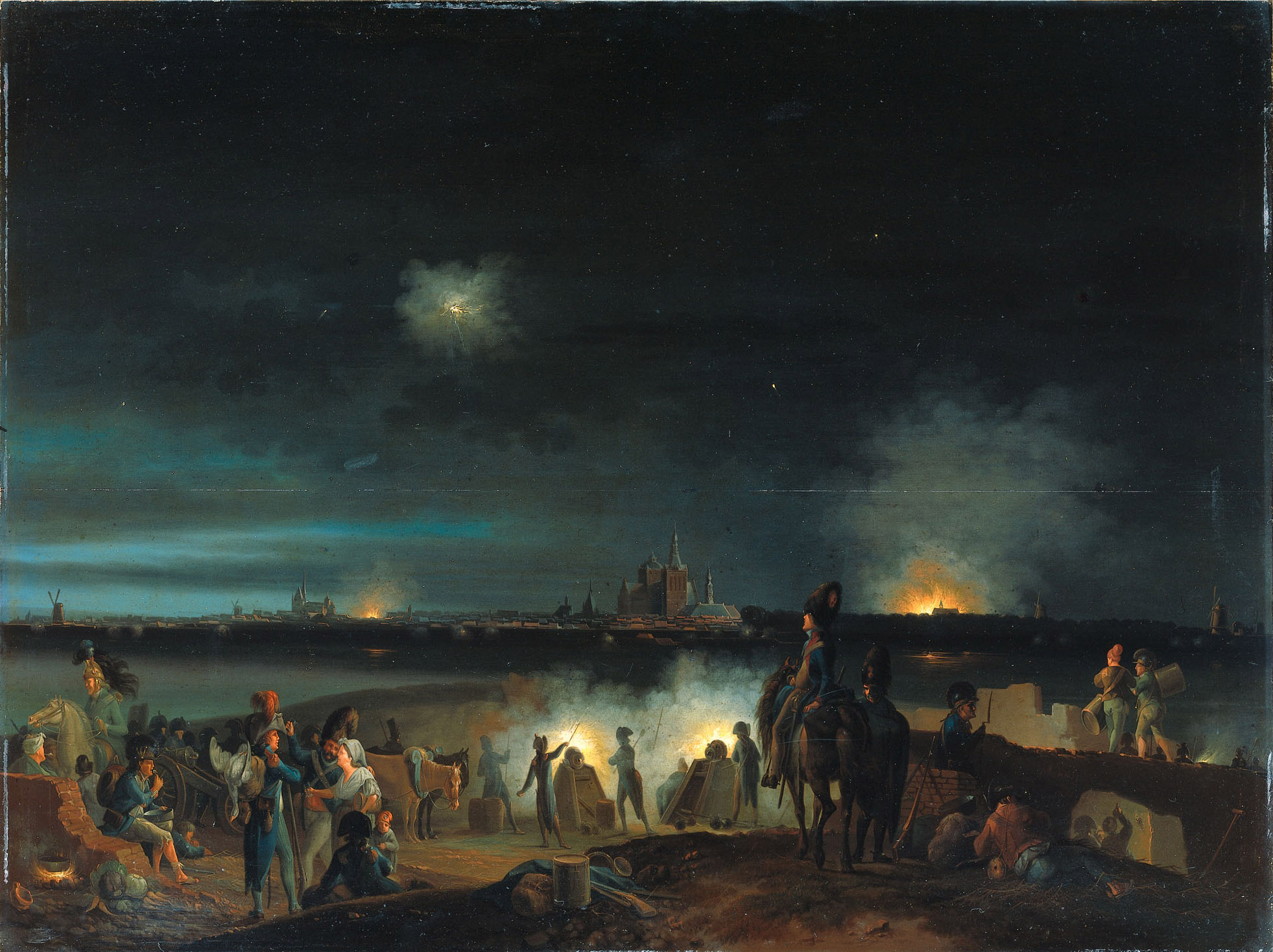
Le Bombardement de Bois-le-Duc, Josephus Augustus Knip (1800), Rijksmuseum Amsterdam.

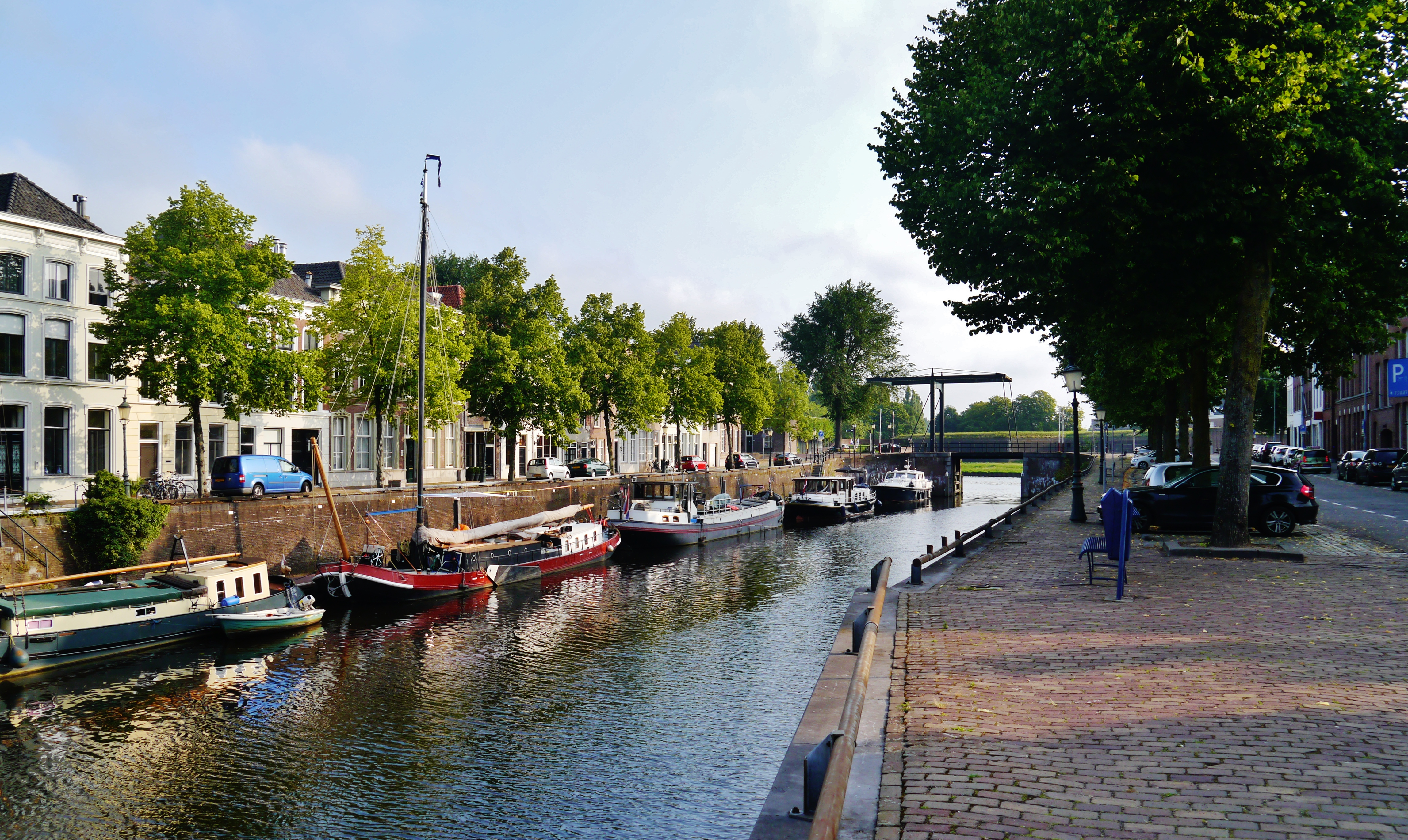
Brede Haven.

Dès le XVe siècle, des membres de la famille de Cupere jouent un rôle notable à Bois-le-Duc : ils détiennent des terres, dirigent la ville et s'y font inhumer. Cette présence dure longtemps, avec au XIXe siècle encore un membre de cette famille, dont le nom se transforme en de Kuyper, à la fonction de bourgmestre.
Une communauté adamite y aurait vécu au XVIe siècle, époque où la ville  est surnommée « la petite Rome », comptant alors plus de trente églises et chapelles. Elle aurait inspiré Le Jardin des délices au peintre Jérôme Bosch. Comme ce peintre est traditionnellement dénommé par son prénom propre et celui de son père Hacquen ou Aken, éventuellement celui de son grand-père, l'usage pour qualifier sa production picturale lui fait banalement porter un dérivé flamand de sa ville natale.

### Révolution et Empire,XIXesiècle
En 1794, Bois-le-Duc est prise par les troupes françaises, et en l'occurrence celles de la jeune république, nouvellement créée.
Elle devient l'une des principales places du nouveau Royaume de Hollande, créé par Napoléon Ier.
La ville deviendra enfin la préfecture du nouveau département français des Bouches-du-Rhin, lors de l'annexion, en 1810, du royaume de Hollande, sous Napoléon Ier.
Par syncope, Bois-le-Duc donne son nom au bolduc, ruban servant à l'emballage des paquets-cadeaux fabriqué dans cette ville, ainsi qu'à un patronyme français courant au Québec.

### Époque contemporaine
Le camp de concentration nazi de Bois-le-Duc, l'un des rares en dehors de l'Allemagne et de l'Autriche, se trouve à proximité de la ville, à Vught. De janvier 1943 à septembre 1944, environ 30 000 prisonniers sont internés.
La commune de Bois-le-Duc est agrandie à deux reprises à la fin du XXe siècle. En 1971, les communes d'Empel en Meerwijk et Engelen — qui récupère déjà, en 1922, les territoires de l'ancienne commune de Bokhoven — fusionnent avec Bois-le-Duc, gardant le nom du chef-lieu provincial. En 1996, la commune de Rosmalen est ajoutée à son territoire. Dernièrement, en 2015, les villages de Nuland en Vinkel de l'ancienne commune de Maasdonk sont rattachés à Bois-le-Duc. Le village de Geffen est rattaché à la commune d'Oss.

## Culture et patrimoine

### Lieux et monuments

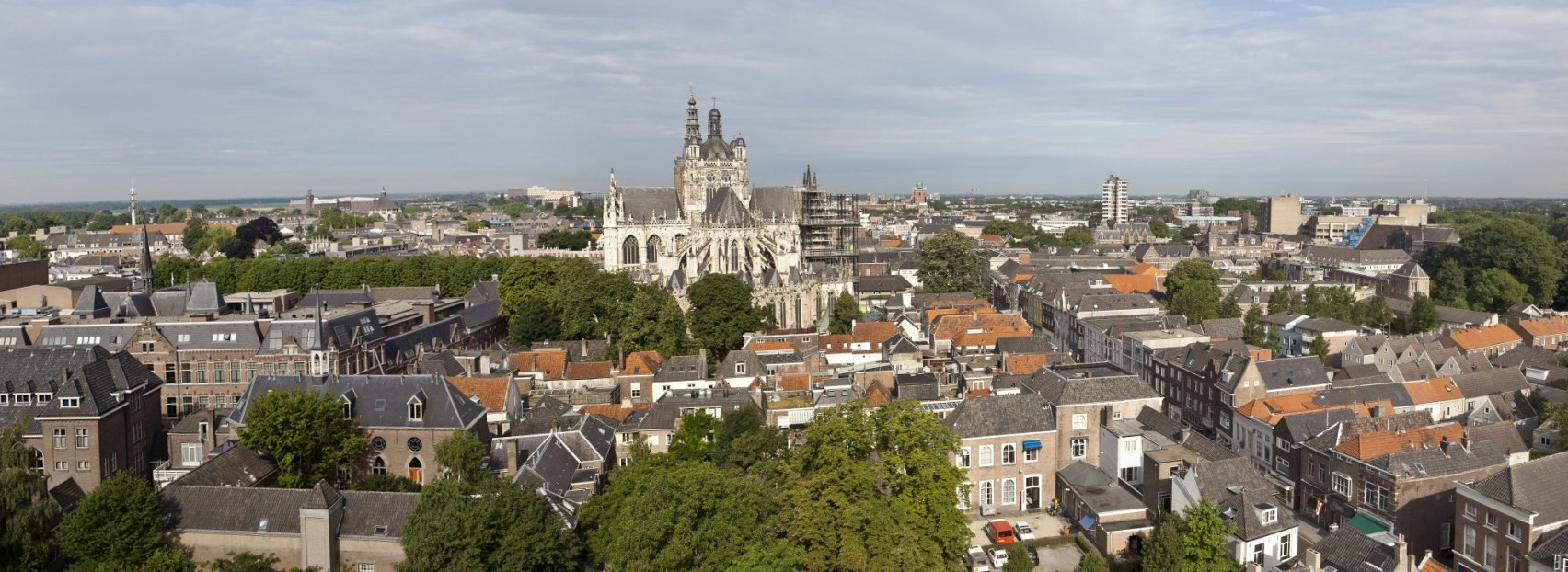
Vue panoramique de Bois-le-Duc.

Les principaux lieux culturels de Bois-le-Duc incluent ;
- Cathédrale de Bois-le-Duc ;
- Musée municipal de Bois-le-Duc (Stedelijk Museum 's-Hertogenbosch) avec des toiles de Picasso, Cocteau et Mendini ;
- Musée nord-brabançon (Noordbrabants Museum) ;
- Centre d'art Jérome Bosch (Jheronimus Bosch Art Center), consacré au peintre Jérôme Bosch ;
- Chartreuse Sainte-Sophie-de-Constantinople (1466-1640).

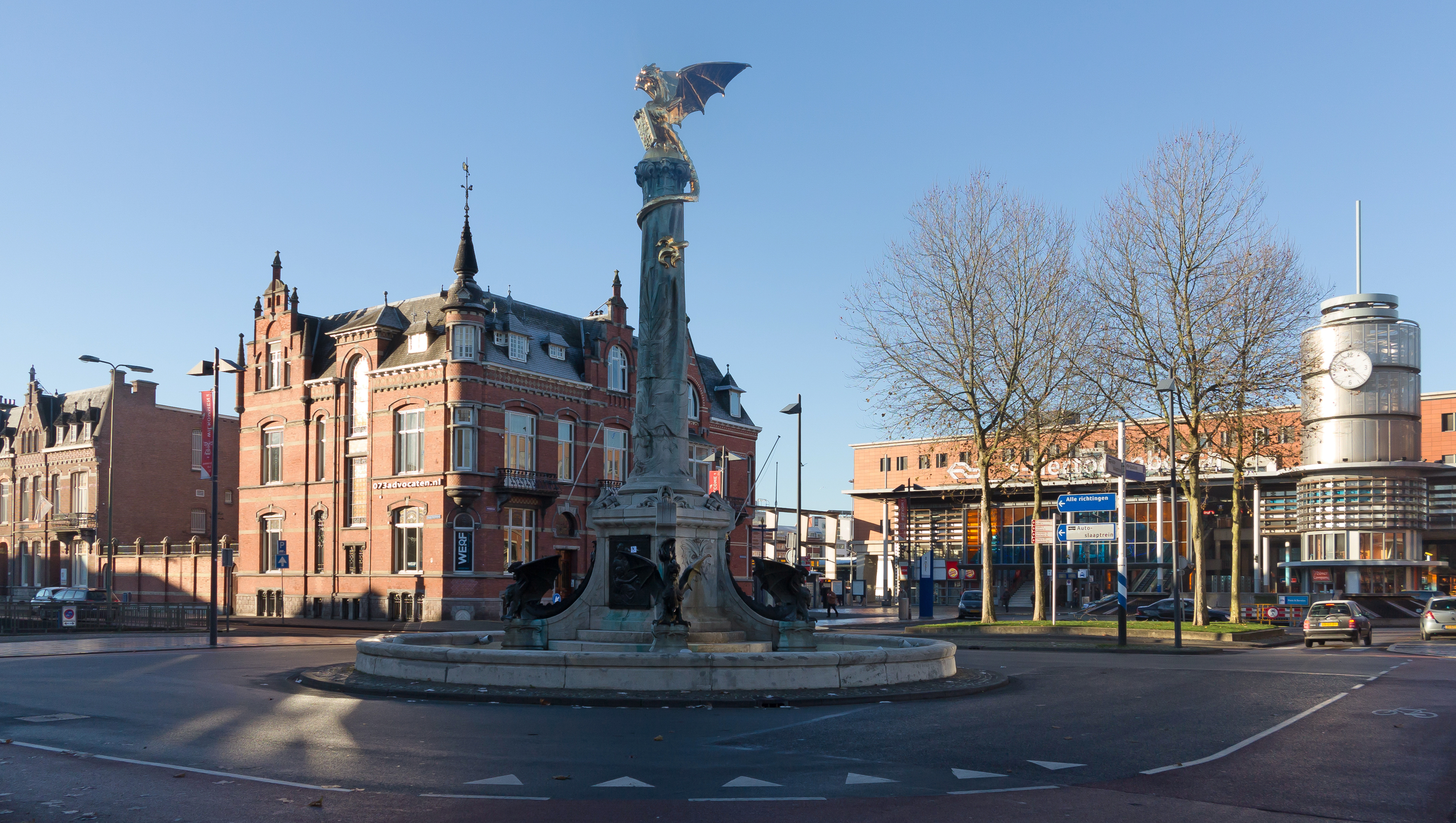
Het Drakenfontein.
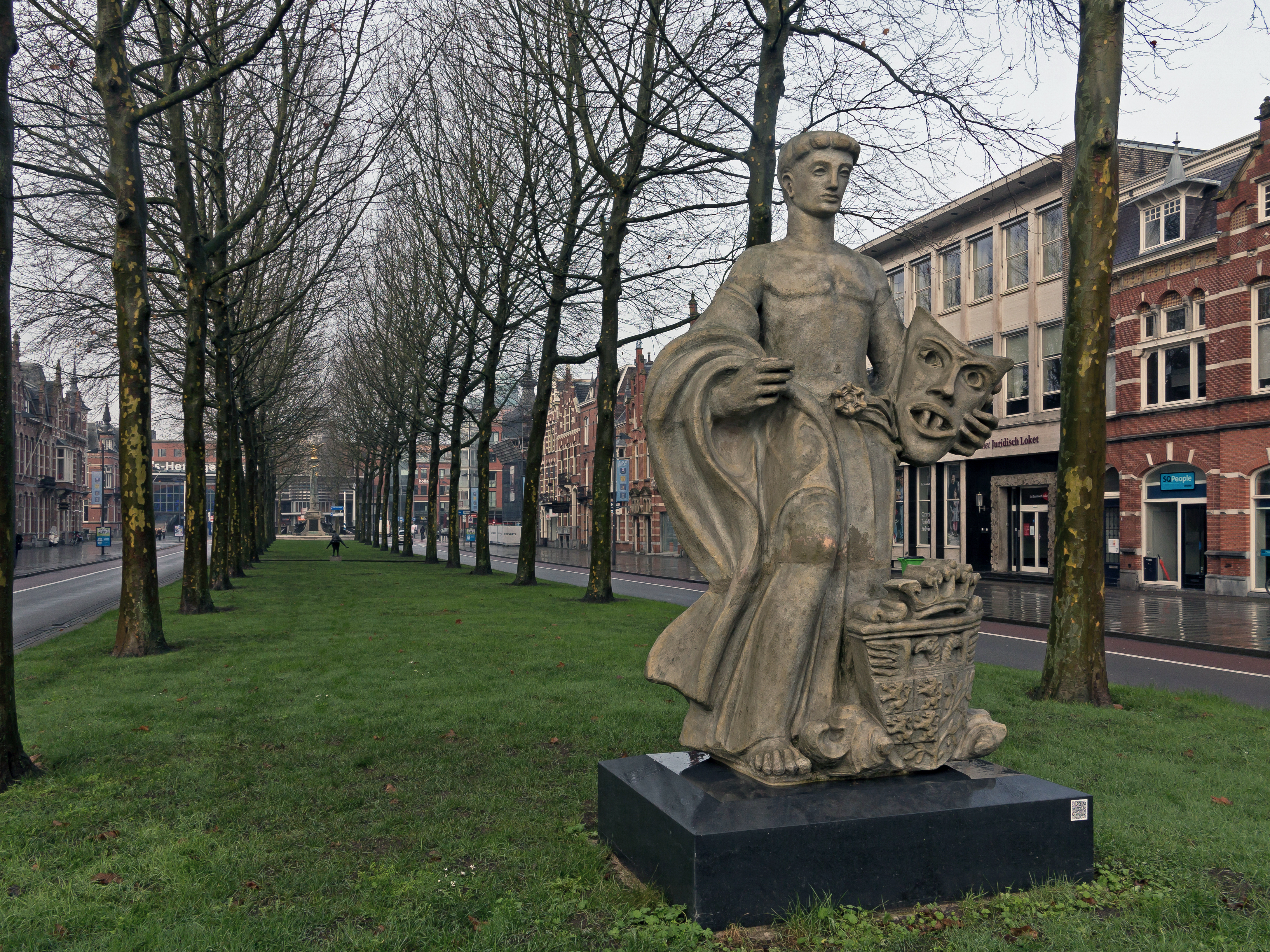
La sculpture Carnaval.
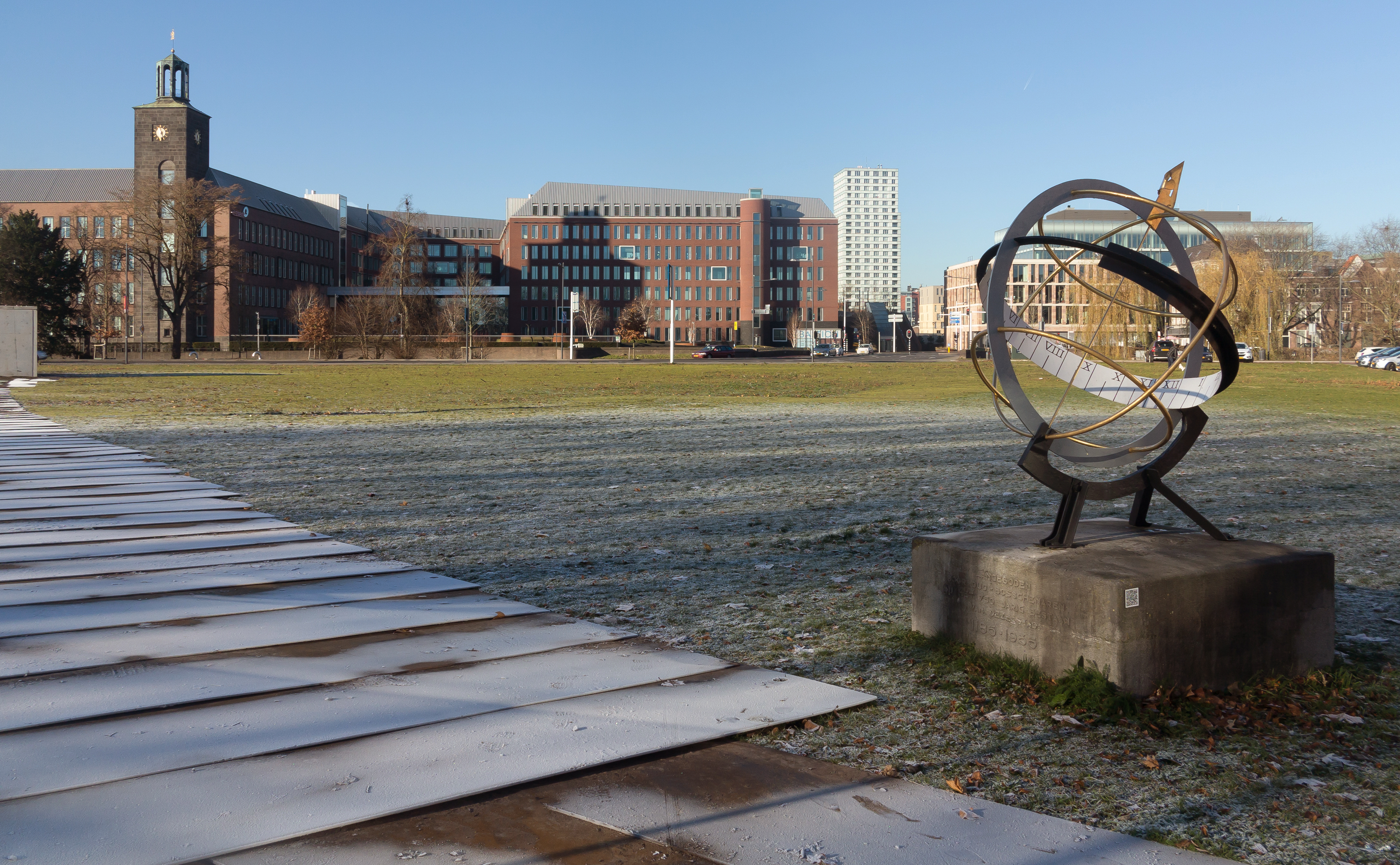
Vue de la rue de la Wilhelminaplein.
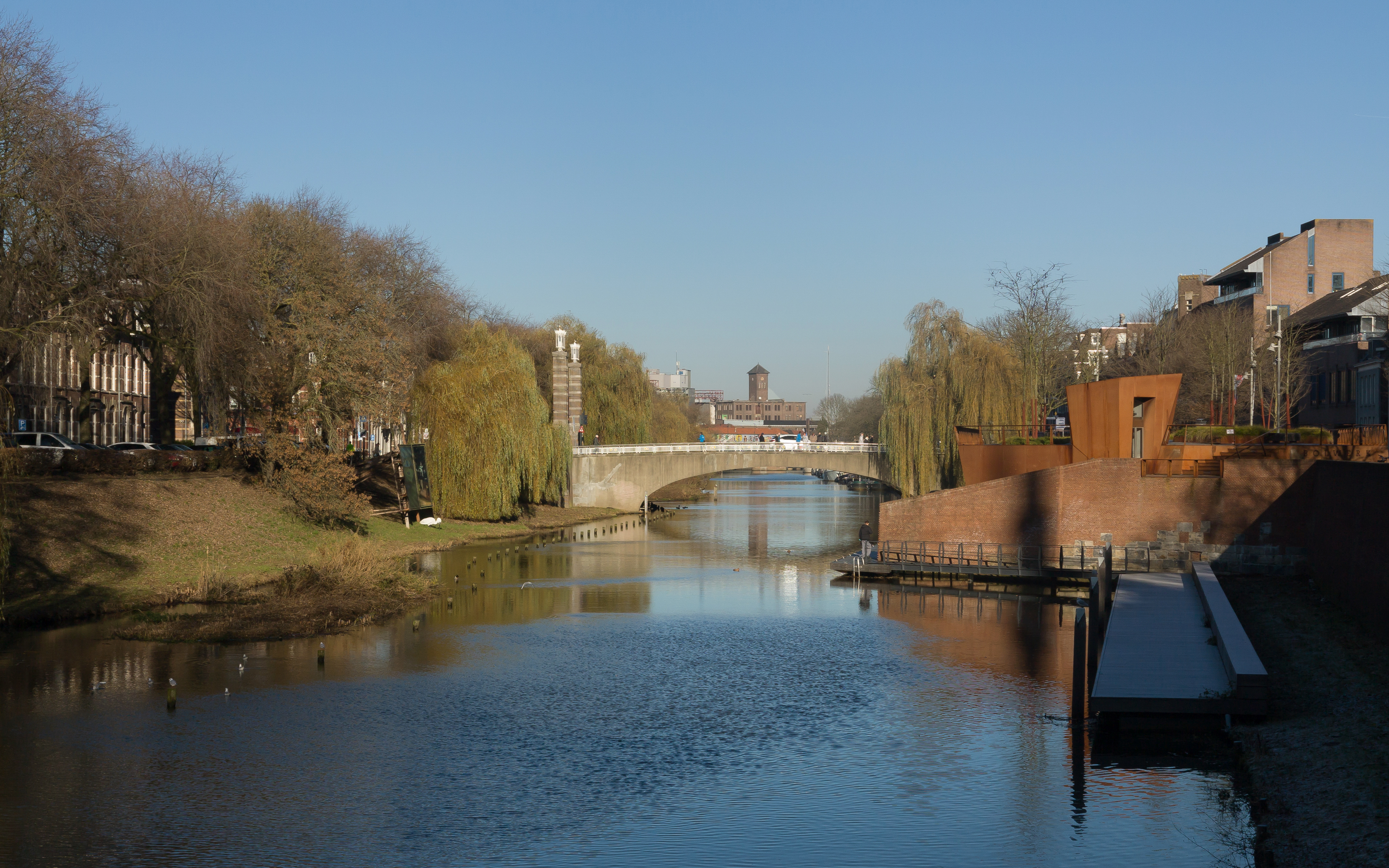
Le Dommel à Mariënburg.
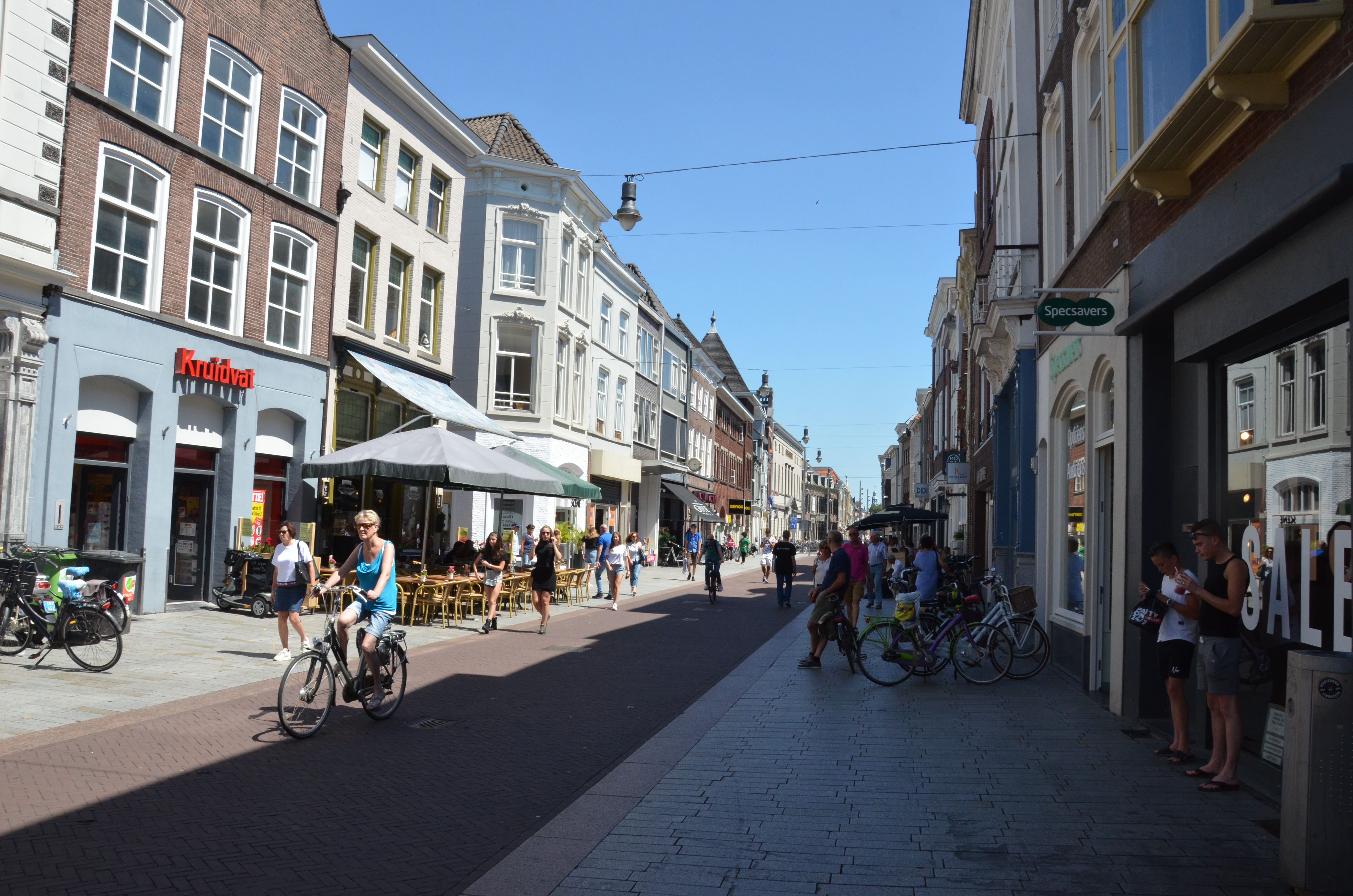
Hinthamerstraat.
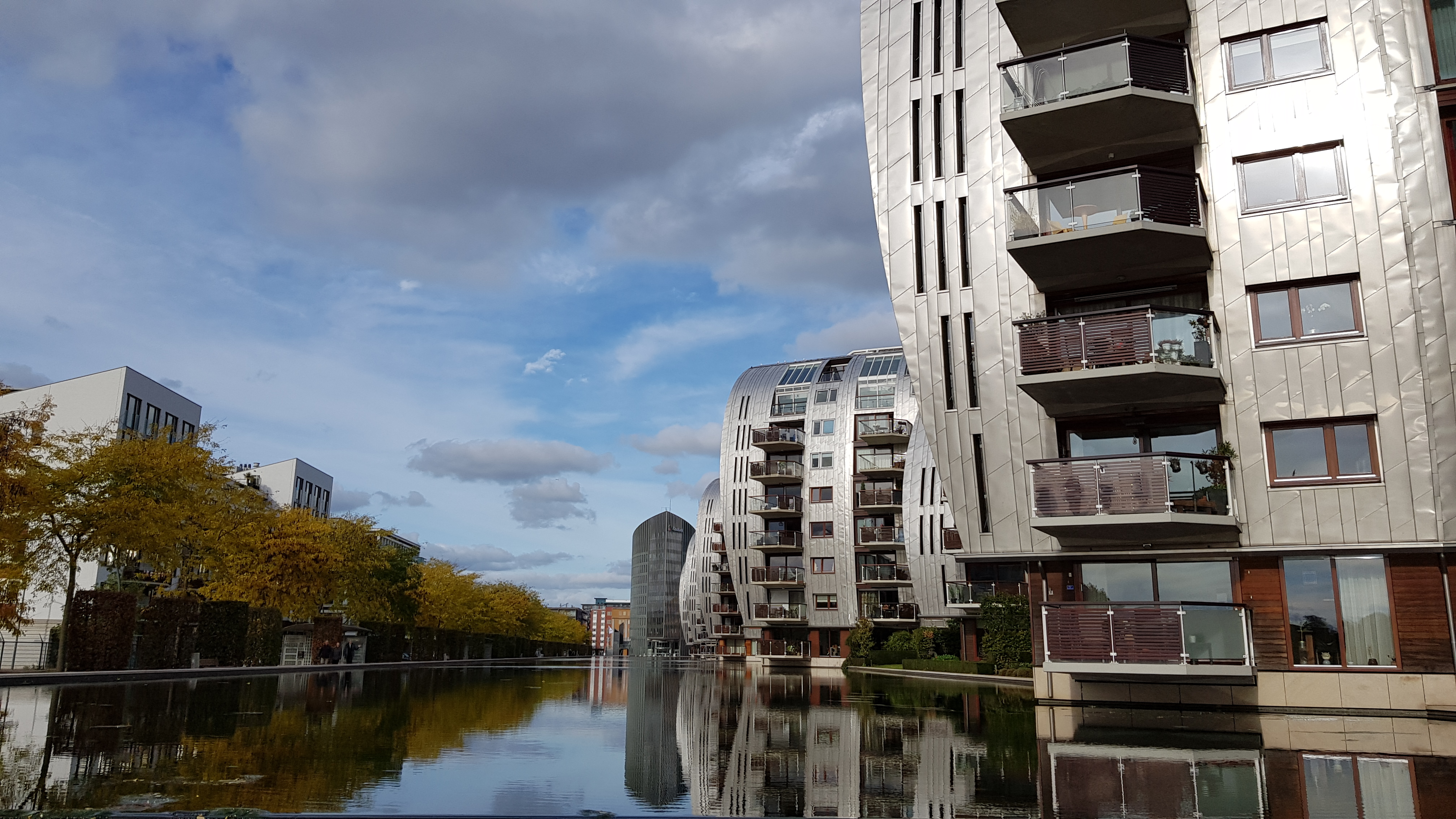
De Statenlaan.
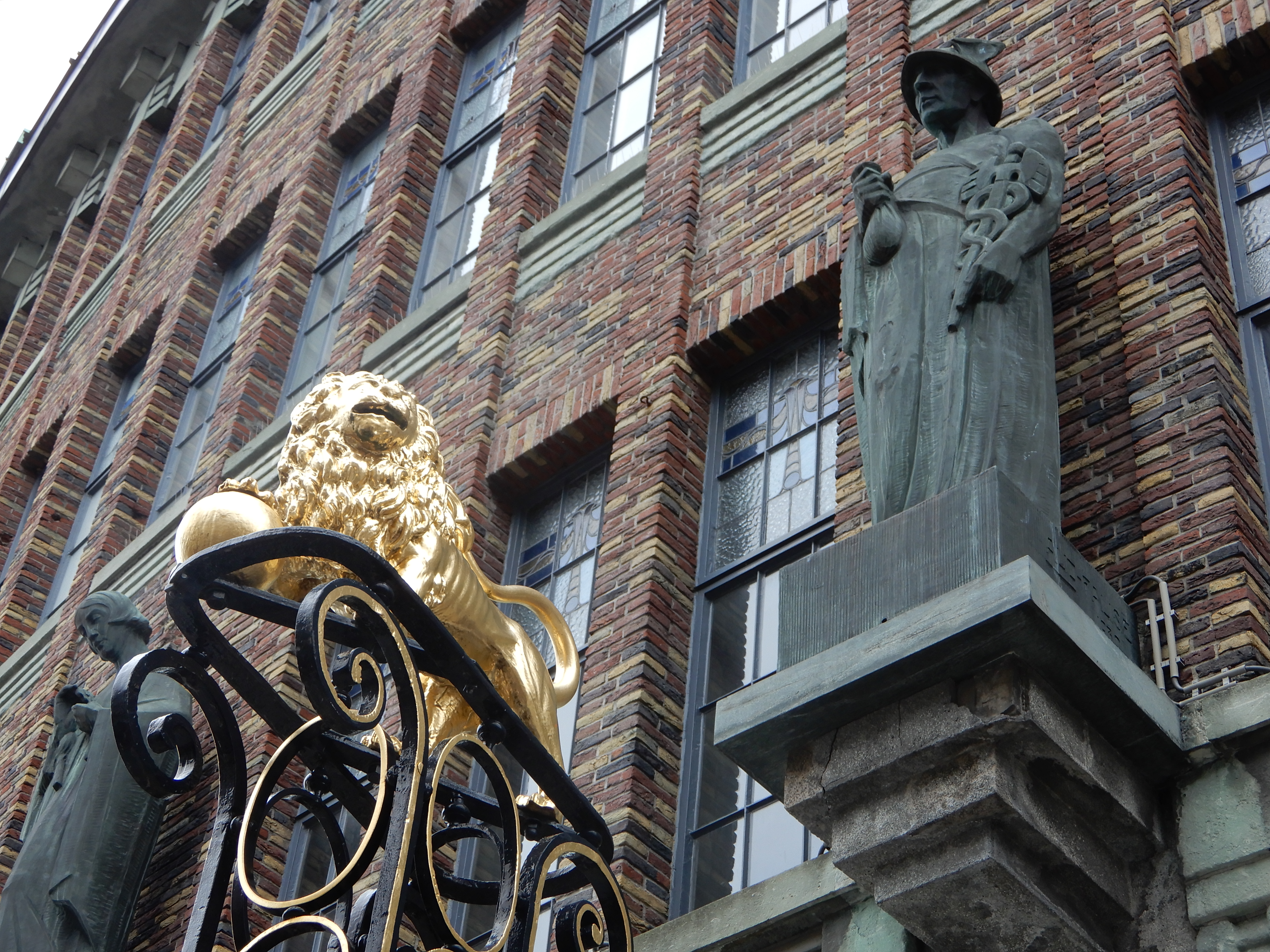
Bois-le-Duc - Markt

### Sport
Bois-le-Duc accueille chaque année le tournoi de tennis de Rosmalen ainsi qu'un concours international de saut d'obstacles (Équitation) et a été la ville de départ du Tour de France cycliste en 1996.
De plus, l'équipe locale de basket-ball, du nom de Eiffel Towers Den Bosch, possède l'un des plus beaux palmarès du pays, et a atteint la finale de la Coupe Saporta en 1979.
En football, le FC Den Bosch a défendu les couleurs de la ville en Eredivisie a plusieurs reprises.
Le Red Eagles Hertogenbosch a remporté le championnat des Pays-Bas de hockey sur glace en 1970 puis intégré brièvement la BeNe League (2015-2018).

### Requiem pour Jérôme Bosch
En octobre 2016, le compositeur allemand Detlev Glanert écrit son Requiem for Hieronymus Bosch, commande de l'Orchestre royal du Concertgebouw d'Amsterdam, à l'occasion des 500 ans de la mort du peintre Jérôme Bosch. L'œuvre est écrite pour un récitant, quatre solistes vocaux, orgue, chœur et orchestre. Elle est créée à Bois-le-Duc, ville natale du peintre, ainsi qu'à Amsterdam.

### Personnalités liées à la commune
- Hieronymus van Aken, dit Jérôme Bosch, peintre fantastique (XVe - XVIe siècles), y est né vers 1450 ;
- Alart Duhameel (v. 1450-1506), architecte et graveur, contemporain du précédent, a vécu et travaillé à Bois-le-Duc ;
- Jean de Baerle (mort en 1539) prieur du monastère dominicain de Bois-le-Duc. Il fut ensuite inquisiteur de la principauté de Liège. Il y est mort mais il fut enterré à Bois-le-Duc.
- Jan van Wintelroy (1520-1576), compositeur néerlandais, a vécu à Bois-le-Duc.
- Abraham van Diepenbeeck, graveur et peintre, élève de Rubens, né le 9 mai 1596 à Bois-le-Duc et décédé à Anvers le 31 décembre 1675 ;
- Isabelle Claire Eugénie Schetz de Grobbendonck (1616-1709), abbesse de l'abbaye de la Cambre ;
- Aimé-François de Mérode (XVIIe) ;
- Willem Jacob 's Gravesande (1688-1742), pionnier de la physique des matériaux ;
- Stefanus van Gulick (1749-1820), homme politique néerlandais ;
- Abraham Gijsbertus Verster (1751-1848), homme politique néerlandais ;
- Willem Pieter Hubert (1762-1820), homme politique néerlandais ;
- Josephus Augustus Knip (1777-1847), peintre déménage avec sa famille à Bois-le-Duc à l'âge de onze ans, avant que les Français s'emparent de la ville en 1794
- Jacob Moleschott (1822-1893) ;
- Nellie van Kol (1851-1930), écrivaine pour la jeunesse et militante pour les droits des femmes ;
- Christiaan Cornelissen, militant anarchiste néerlandais, y est né le 31 août 1864 ;
- Gerard Pieter Adolfs (1898-1968), peintre et architecte néerlandais des Indes orientales y est décédé ;
- Frans de Waal, primatologue et éthologue, y est né en 1948 ;
- André Boesberg, enseignant et écrivain, né dans la ville en 1949 ;
- Beth Galí (1950-), architecte catalane, créatrice du projet d'aménagement contemporain du centre-ville de Bois-le-Duc[5] ;
- Stefan van Dinther (1969-) dessinateur de bande dessinée ;
- Carlien Dirkse van den Heuvel, joueuse de hockey sur gazon, née en 1987 à Bois-le-Duc ;
- Marianne Vos, cycliste féminine, née en 1987 à Bois-le-Duc, Championne olympique sur route 2012, triple Championne du monde sur route (2006, 2012, 2013), septuple Championne du monde de cyclo-cross (2006, 2009, 2010, 2011, 2012, 2013, 2014) et lauréate de trois Tour d'Italie (2011, 2012, 2014) notamment.
- Soufiane Kaddouri (1991), kick-boxeur néerlando-marocain.
- Fem van Empel, cycliste féminine, née en 2002 à Bois-le-Duc, championne du monde de cyclo-cross en 2023.

## Transports

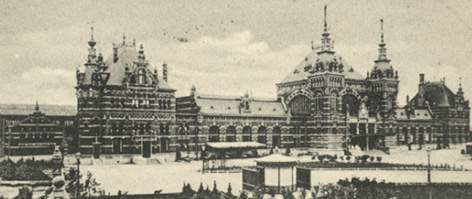
La gare de Bois-le-Duc (s-Hertogenbosch) telle qu'elle a existé de 1896 à 1944.

La ville est desservie par les autoroutes A2, A59 et A65, ainsi que par les lignes de chemin de fer d'Utrecht à Boxtel et de Tilbourg à Nimègue. Ces deux lignes desservent la gare de Bois-le-Duc ( 's-Hertogenbosch)  (inaugurée en 1868), la seconde uniquement la gare de Bois-le-Duc-Est ( 's-Hertogenbosch-Oost) (inaugurée en 1987).

## Économie
La ville accueille notamment le siège social de Quintiq, éditeur néerlandais.

## Urbanisme
La ville comprend deux immeubles de plus de 20 étages dont le plus haut est un gratte-ciel qui atteint 104 m, la Maison provinciale du Brabant-Septentrional

## Jumelages
La ville de Bois-le-Duc est jumelée avec :
- Louvain (Belgique) depuis 1984
- Trèves (Allemagne) depuis le 7 juin 1968